# СловоUA
«СловоUA» — інформаційно-довідковий портал, створений для сприяння розвитку української мови й поліпшення грамотності серед її носіїв.
Сайт містив інформацію про події, акції, наукові розвідки, пов'язані з українською мовою. Користувачі порталу могли знайти відповіді, як правильно говорити українською мовою, побачити корисну й цікаву інформацію про її сучасний стан та розвиток.
Даючи відповідь на запитання читачів, працівники сайту керувалися правилами чинного правопису, академічними словниками української мови та рекомендаціями мовознавців. Крім того, служба давала можливість користуватися словником, електронною версією Українського правопису, правилами передавання українських слів латиницею, мовностилістичними порадами Олександра Пономаріва.

## Історія
Портал розпочав роботу 9 листопада 2010, з нагоди Дня Української писемності.
Дизайн сайту розроблений ТОВ «Артвелл»
Проєкт не був комерційним, фінансування не мав.
У квітні 2013 року роботу інформаційно-довідкового бюро було призупинено, але можна було скористатися базою із 606 запитань. Остаточно сайт припинив роботу 2015 року, остання збережена в архіві версія припадає на 14 березня.

## Механізми
Питання правопису визначалися за правописом, завжди з посиланням на відповідне правило, але він регламентував лише невелике коло питань.
Що пов'язано з лексикою — за академічними словниками.
В інших випадках волонтери сайту користувалися науковими працями мовознавців Інституту української мови, мали контакти
- працівників кафедри стилістики та Інституту журналістики КНУ ім. Шевченка,
- кафедри української мови НаУКМА,
- Інституту мовознавства, зрідка зверталися до них.

Бували випадки, що прямого пояснення для питання було знайти складно (зокрема це стосується правил правопису, бо деякі з яких неоднозначні), тоді визначали що є загальновживаним, як видається логічнішим (завжди із вказанням, що це особисті думки).

## Ключові особи
- Кравчук Віра Олексіївна — головний редактор[7];
- Кравчук Іван Андрійович — координатор проєкту, розробник сайту[7].

## Інтернет-ресурси
- Остання версія сайту збережена в архіві
- Про проєкт "СловоUA". Блог про довідковий сайт з української мови slovoua.com
- Енциклопедія про нашу батьківщину
- ІНФОРМАЦІЙНА АҐЕНЦІЯ КУЛЬТУРНИХ ІНДУСТРІЙ